# Ptinus falli
Ptinus falli är en skalbaggsart som beskrevs av Maurice Pic 1904. Ptinus falli ingår i släktet Ptinus och familjen Ptinidae. Inga underarter finns listade i Catalogue of Life.